# Helga Lippelt
Helga Lippelt (* 26. September 1943 in Insterburg) ist eine deutsche Schriftstellerin.

## Leben
Helga Lippelt wurde 1943 in Insterburg in Ostpreußen geboren. Nach der Vertreibung aus Ostpreußen bei Kriegsende wuchs sie mit Mutter und Großmutter in der sächsischen Kleinstadt Penig auf. Ihr Vater, der Schriftsteller Max Lippold, starb 1946 in sowjetischer Gefangenschaft.
Nach Abitur und Textildruckerlehre absolvierte sie ein Studium an der Ingenieurschule für Textiltechnik in Reichenbach/Vogtland und arbeitete bis 1979 als Textilingenieurin in einem Projektierungsbüro in Leipzig.
Vier Jahre nach Stellung ihres Ausreiseantrages wurde sie aus der DDR-Staatsbürgerschaft „entlassen“ und siedelte 1980 in die Bundesrepublik über. Sie zog nach Düsseldorf, wo sie seit 1983 als freie Schriftstellerin lebt.
Helga Lippelt ist Verfasserin von Romanen, Erzählungen und Gedichten. Am bekanntesten wurde sie mit ihren Romanen über die Schicksale der Bewohner des ostpreußischen Dorfes Popelken vor und nach der Vertreibung 1945.
Helga Lippelt ist Mitglied des Verbandes Deutscher Schriftsteller.

## Werke
- Jeans für einen Gliedermann, Roman, Erb Verlag, Düsseldorf 1984. ISBN 3-88458-069-8 (Taschenbuchausgabe im Moewig Verlag, Rastatt 1987, ISBN 3-8118-2512-7)
- Good bye Leipzig, Roman, Erb Verlag, Düsseldorf 1985. ISBN 3-88458-088-4
- Ohne Turm und Elfenbein. Erfahrungen einer Stadtschreiberin, Erb Verlag, Düsseldorf 1986. ISBN 3-88458-113-9
- Embryo, Kurzgeschichten, Verlag an der Este, Buxtehude 1988. ISBN 3-926616-97-0
- Popelken, Roman, Verlag an der Este, Buxtehude 1988. ISBN 3-926616-98-9
- Trabbi, Salz und freies Grün, Verlag an der Este, Buxtehude 1990. ISBN 3-926616-93-8
- Der Geschmack der Freiheit. Ein Liebesfall, Roman, Mitteldeutscher Verlag, Halle und Leipzig 1991. ISBN 3-354-00719-2
- Abschied von Popelken oder Ein Atemzug der Zeit, Roman, Herbig Verlag, München 1994. ISBN 3-7766-1839-6 (Lizenzausgabe Gütersloh 2011)
- Iß oder liebe. Roman einer lustvollen Verwandlung, Roman, Herbig Verlag, München 1996. ISBN 3-7766-1946-5
- Und ewig lockt der Mann, Roman, Herbig Verlag, München 1998. ISBN 978-3-7766-2052-8
- Fern von Popelken, Roman, Verlag Heiligenwalde, Unna 2003. ISBN 3-9807185-3-0

## Auszeichnungen
- 1982: Preis beim 2. NRW-Autorentreff
- 1983: Preis beim Erzählwettbewerb des Ostdeutschen Kulturrates
- 1983: Kulturpreis der Stadt Bocholt, mit Berufung zur „Stadtliteratin“ für 1984 bis 1985
- 1984: Förderpreis für Literatur der Landeshauptstadt Düsseldorf[2]
- 1987: Andreas-Gryphius-Förderpreis der Künstlergilde
- 1988: Stipendium der Heinrich-Böll-Stiftung
- 1999: Literaturstipendium der Landeshauptstadt Stuttgart
- 1989: Würzburger Literaturpreis
- 1989: Stipendium im Künstlerdorf Schöppingen
- 1990: Grenzschreiberin im Kreis Hersfeld-Rotenburg
- 1992: Stadtschreiber von Otterndorf/Nordsee
- 1993: Stipendium im Kloster Cismar/Ostholstein
- 1994: Amsterdam Stipendium
- 1994: Kulturpreis der Landsmannschaft Ostpreußen